# The Headhunters
The Headhunters foi uma banda americana de jazz-fusion formada por Herbie Hancock em 1973. O grupo fundia jazz, funk e rock.

## História
Em 1973, a banda compreendia em Hancock (teclados), Bennie Maupin (saxofone, clarinete), Harvey Mason (bateria), Paul Jackson (baixo) e Bill Summers (percussão). Seu primeiro álbum, Head Hunters, vendeu mais de um milhão de cópias. No álbum seguinte, Thrust, Mike Clark assumiu a bateria. Tanto Mason como Clark contribuíram na bateria no álbum de  Hancock de 1975 Man-Child, que apresentava 18 músicos, incluindo Stevie Wonder tocando gaita na canção "Steppin' in It".
Em 1975, os Headhunters gravaram  Survival of the Fittest, seu primeiro álbum sem Hancock. O álbum emplacou um sucesso, "God Make Me Funky" que foi sampleada pelo grupo The Fugees e muitos outros.
Com a chegada dos anos 1980, Hancock se distanciou definitivamente da banda direcionando sua música para uma fase mais electro. A banda se reuniu novamente com Hancock para o álbum de 1998 Return of the Headhunters.
Clark, Jackson e Summers continuaram a gravar e se apresentar como os Headhunters, com várias encarnações, tais como Victor Atkins ou Robert Walter fazendo o papel de Hancock nos teclados e utilizando Donald Harrison sempre que possível. Lançaram um álbum, Evolution Revolution, pela Basin Street Records em 2003, e atuaram como banda de apoio da saxofonista Rebecca Barry em seu álbum de 2005 Rebecca Barry and the Headhunters. Saíram em turnê novamente em 2008, com Jerry Z nos teclados e o baixista T.M. Stevens e em 2009 se apresentaram com Geri Allen nos teclados e Harrison no alto, com Richie Goods tocando baixo.
Em 2010 os Headhunters assinaram com o selo de jazz de Indianópolis Owl Studios. Lançaram o álbum Platinum, que contava com muitos dos membros originais da banda com artistas convidados como Snoop Dogg, George Clinton e Killah Priest, entre outros.

## Discografia

### Álbuns de estúdio
| Título                                                              | Detalhes                                     | Pico nas paradas | Pico nas paradas | Pico nas paradas |
| Título                                                              | Detalhes                                     | US               | US Jazz (Trad)   | US Jazz (Cont)   |
| ------------------------------------------------------------------- | -------------------------------------------- | ---------------- | ---------------- | ---------------- |
| Head Hunters                                                        | - Lançamento: 1973                           | —                | —                | —                |
| Thrust                                                              | - Lançamento: 1974                           | —                | —                | —                |
| Survival of the Fittest                                             | - Lançamento: 1975 - Gravadora: Arista       | 126              | 12               | —                |
| Straight from the Gate                                              | - Lançamento: 1977 - Gravadora: Arista       | —                | —                | —                |
| Return of the Headhunters!                                          | - Lançamento: 1998 - Gravadora: Verve        | —                | —                | 9                |
| Evolution Revolution                                                | - Lançamento: 2003 - Gravadora: Basin Street | —                | —                | —                |
| Platinum                                                            | - Lançamento: 2011 - Gravadora: Owl Studios  | —                | —                | —                |
| "—" denota que não alcançou posição nas paradas ou não foi lançado. |                                              |                  |                  |                  |

### Álbuns ao vivo
| Título                 | Detalhes                                        |
| ---------------------- | ----------------------------------------------- |
| On Top: Live In Europe | - Lançamento: 2008 - Gravadora: BHM Productions |